# Boris Stěpanovič Žitkov
Boris Stěpanovič Žitkov (rusky Борис Степaнович Житкoв) (11. září 1882, Novgorod – 19. října 1938, Moskva) byl ruský sovětský spisovatel, především knih pro děti a mládež.

## Život
Mládí prožil v Oděse, kam se s rodinou přestěhoval v sedmi letech. Zde přišel do styku s přístavními dělníky, námořníky a cizinci a díky svému jazykovému talentu se naučil francouzsky, turecky, řecky a arabsky.
Na přání rodičů odešel studovat přírodní vědy na univerzitu v Novorossijsku (studium ukončil roku 1906), ale přitom absolvoval také námořní školu a získal kvalifikaci navigačního důstojníka dálné plavby.
Během revoluce v roce 1905 byl ve studentském vojenském oddíle při obraně židovské čtvrti a přepravoval do Oděsy lodí z Rumunska a Bulharska zbraně pro revolucionáře.
Zúčastnil se expedice na Jenisej, kde se seznámil s problémy konstrukce říčních lodí. Roku 1911 se proto rozhodl tento obor studovat na Polytechnickém institutu v Petrohradě a v rámci praxe absolvoval plavbu třemi oceány. Studium ukončil roku 1916 a poté pracoval v oděském přístavu jako námořník, navigátor a inženýr. Později působil jako středoškolský pedagog. Když se setkal se svým spolužákem z oděského gymnázia spisovatelem Kornějem Čukovským, vyprávěl jeho dětem zážitky ze svých cest. To ho inspirovalo ke vstupu do literatury.
Boris Žitkov patří k zakladatelům sovětské dětské literatury. Je autorem mnoha drobných uměleckonaučných knížek na technická témata, napsal encyklopedii pro děti a rovněž publikoval povídky s námořní tematikou a příběhy ze života dětí a zvířat. Spolupracoval s mnoha novinami a časopisy pro mládež: Ленинские искры (Leninské jiskry), Новый Робинзон (Nový Robinson), Ёж (ježek), Чиж (Čížek), Юный натуралист (Mladý přírodovědec), Пионер (Pionýr). Pracoval také jako korespondent v Dánsku.
Žitkov považoval za své hlavní dílo historický román o revoluci roku 1905 Viktor Vavič (Виктор Вавич). Posmrtné vydání v roce 1941 ve třech dílech bylo staženo a zničeno díky negativní recenzi A. Fadějeva. První dvě knihy románu byly vydány v letech 1929 a 1934. Kompletní román mohl být znovu publikovaný až v roce 1999.
Žitkov zemřel na rakovinu plic v Moskvě 19. října 1938. Byl pohřben na Vagankovském hřbitově.

## Dílo

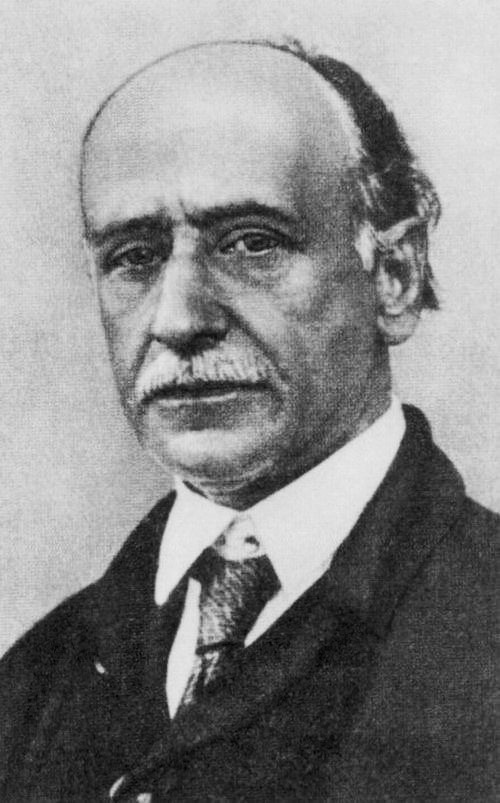
Boris Stěpanovič Žitkov

- Злое море (1924, Zlé moře), soubor povídek.
- Морские истории (1925, Mořské historie), povídky ze života námořníků.
- Чёрныe паруса (1927, Černé plachy), historická novela líčí osud kozáka Hrycka, který je při přepadu tureckého pobřeží zajat a prodán do otroctví.
- Удав (1928, Hroznýš), příběh karetního hráče a defraudanta, který v životní tísni přijme pod cizím jménem místo u cirkusu. Touha zachránit rodinu udělá ze slabocha hrdinu.
- Что я видел (1939, Co jsem viděl), dětská encyklopedie, česky jako Děti, pojďte do světa. Ve vtipných příhodách a zážitcích malého zvídavého chlapce, cestujícího s maminkou přes Moskvu k babičce na venkov, seznamuje autor dětského čtenáře se světem, který jej obklopuje.
- Что бывало (1939, Co se skutečně stalo), soubor povídek rozdělených do dvou částí. První, nazvaná Povídky o velkých i malých obsahuje veselé i smutné příběhy malých dětí. Ve druhé s názvem Povídky o ptácích a zvířatech se autor soustředil na zvířecí příběhy (o slonu, langustě, orangutanu, orangutanu, kachňátku nebo toulavé kočce).
- Помощь идёт (1939, Pomoc přichází), příběhy se šťastným zakončením, které ukazují dětem, jak včasná a obětavá pomoc lidí dokáže zabránit velikým katastrofám, i když se již zdají být neodvratné.
- Морские истории и Paссказы (1937, Mořské historie a povídky), souborné vydání autorových povídek ze života námořníků, česky jako Na moři.
- Виктор Вавич (psáno v letech 1929–1937, vydáno posmrtně 1941, Viktor Vavič), román o ruské revoluci v roce 1905, který autor považoval za své hlavní dílo. Po odmítnutí románu Alexandrem Fadějevem byl celý náklad zničen a další vydání mohlo vyjít až roku 1999, a to pouze díky tomu, že dcera Korněje Čukovského spisovatelka Lidia Čukovská jeden exemplář knihy zachránila.[3]

## Filové adaptace
- Морские рассказы (1967, Mořské povídky), sovětský film, režie Alexej Nikolajevič Sacharov.
- День ангела (1968, Den anděla), sovětský film podle povídky Механик Салерно (Mechanik Salerno) o požáru na italském parníku, režie Stanislav Sergejevič Govoruchin.

## Česká vydání
- Zlé moře, Josef Hokr Praha 1936, přeložila Zdeňka Hanušová.
- Povídky o zvířatech, Dědictví Komenského Praha 1937, přeložil Petr Denk.
- Černé plachty a jiné mořské povídky, Vydavatelský odbor Ústředního spolku jednot učitelských, Brno 1940, přeložil Petr Denk, znovu Komenium, Praha 1947.
- Co se skutečně stalo, Dědictví Komenského Praha 1950, přeložil Petr Denk.
- Pomoc přichází, SNDK, Praha 1954, přeložila Dagmar Klementová.
- Děti, pojďte do světa, Svět sovětů, Praha 1957, přeložil Jaroslav Koronovský.
- Na moři, SNDK, Praha 1958, přeložila Irena Camutaliová a Petr Denk, znovu 1984.
- Hroznýš, SNDK, Praha 1958, přeložila Olga Ptáčková-Machářková, znovu 1973.